# 特龙塔诺
特龙塔诺（義大利語：Trontano），是意大利韦尔巴诺-库西亚-奥索拉省的一个市镇。总面积57平方公里，人口1680人，人口密度29.5人/平方公里（2009年）。ISTAT代码为103068。